# 遠山光
遠山 光（日语：／ Tōyama Hikaru）是日本漫畫家，昭和35年（西元1960年）2月16日生，現居長野縣，有一位同為漫畫家的姪女遠山繪麻。於1982年「ラジカルC調コネクション」中初次登場。
在日本講談社發行的漫畫月刊月刊少年雜誌中之連載作品《胸キュン刑事》（臺灣譯名：對準槍口），曾被改編為同名電視劇（梶原真弓主演），於1987年4月至6月在朝日電視台播出。在小學館發行《週刊少年Sunday》1991年2・3合併號至1993年16號漫畫週刊中，以其連載作品《♂ティンクル²♀アイドル☆スター》（臺灣譯名：青春派對）引人注意。

## 作品列表

### 臺灣出版譯作
一般類：
- 《獵豔小子》（大漢出版，全7集）

原名《ハートキャッチいずみちゃん》，1983年原作出版全9冊
- 《貓姐兒》（大漢出版，全2集）

原名《おてやわらかにぴんく!!》，1985年原作出版全3冊
- 《對準槍口》（東立出版，全6集）

原名《胸キュン刑事》，1987年原作出版全6冊
- 《青春派對》（青文出版，全10集）

原名《♂ティンクル²♀アイドル☆スター》，1992年原作出版
- 《夢感應少女》（青文出版，全1集）

原名《夢見てMIRAI》，1997年原作出版
成人類：
- 《來電OL》（尖端出版，全4集）

原名《ハートにピアス》，1995年原作出版全4冊
- 《秘密花園》（尊龍出版，全1集）

原名《保健室 秘密の花園》，2000年原作出版
- 《窺秘愛麗絲》（龍成出版，全3集）

原名《秘密のアリス》，2001年原作出版

### 其他日本作品
一般類：
- 《旅だて!Jr.（日语：旅だて!Jr.）》1989年，全1冊
- 《翼くんシリーズ》2005年
- 《その時歴史が動いた（日语：その時歴史が動いた）》『勝海舟　江戸城無血開城はなぜ実現したか』の回
- 《胸キュン刑事2 みるくCC（日语：胸キュン刑事2 みるくCC）》2005年，全3冊（第1、2冊出版實體書，第3冊以電子書出版）

成人類：
- 《特捜!ピーチポリス》2000年
- 《派遣でイキます! ヒミツの美緒ちゃん》2003年
- 《ラブ・ミー・シスター》
- 《いかせてティーチャー》
- 《あのん》
- 《のりうつれ幽介》2012年

## 外部連結（日本）
- 遠山光公式ブログ （页面存档备份，存于） 遠山　光公式網站
- 『MiChao!（ミチャオ）』『Michao!』網站
- MiChao!での作家インタビュー『Michao!』作家相關網站
- 胸キュン刑事2 みるくCC作品紹介《胸キュン刑事2 みるくCC》作品介紹